# Шалашников Олександр Петрович
Олекса́ндр Петро́вич Шала́шников  (1857, Березове Тобольської губернії — 26 лютого 1890, Харків) — лікар-ветеринар, мікробіолог-паразитолог.
Закінчив Тобольську гімназію. У 1878 р. вступив до Харківського ветеринарного інституту, в 1882 р. закінчив курс з відзнакою.
Став асистентом професора Л. С. Ценковського та його найближчим співробітником з прищеплення запобіжних вакцин сибірки стадам овець в Херсонській і Таврійській губерніях.
Після смерті Ценковського Шалашников протягом декількох років працював у фізіологічної лабораторії проф. В. Я. Данилевського. Результатом цих занять стала його дисертація на ступінь магістра ветеринарних наук: «Исследование над кровопаразитизмом холоднокровных животных». Перша частина її опублікована в журналі «Архивы Ветеринарных Наук» за квітень, червень, серпень, жовтень і грудень 1888 р. («О свободных кровопаразитных формах»), друга половина («Об интрацеллюлярных формах») — в 1-му томі «Сборника Трудов Харьковского ветеринарного института» у 1887 р. Разом з Данилевським розробляв порівняльну паразитологію крові.
Шалашников був гарячим прихильником запобіжних щеплень, займався як науковою пропагандою цього способу боротьби з сибіркою, так і популяризацією його серед сільських господарів, для чого робив доповіді в Харківському Товаристві сільського господарства і друкував звіти про результати щеплень.
В останні роки життя завідував бактеріологічною лабораторією Харківського ветеринарного інституту.
Помер Шалашников від туберкульозу в Харкові.
Автор численних наукових праць.